# Éva László
Éva László (născută Hehs; n. 6 octombrie 1923, Arad, România – d. 21 decembrie 1995, Cluj-Napoca, România) a fost o mezzosoprană, membră cofondatoare a Operei Maghiare din Cluj. A interpretat 31 de roluri între 1949 și 1970.

## Biografie

### Viață privată
Eva Laszlo s-a născut la Arad la 6 octombrie 1923. Tatăl Évei László venea dintr-o familie nobilă germană, familia Hehs. Mama, era fiica unor doctori evrei și s-a convertit la religia luterană la cererea soțului ei.
Eva Hehs (care a fost numele ei de fată) a rămas orfană la 11 ani și împreună cu sora ei Agi a fost crescută de familia ei îndepărtată și a trăit într-o sărăcie lucie. Sora ei a murit în 1950 la Arad.
În 1942 i s-a oferit să lucreze ca solistă la Radio Budapesta, dar autoritățile hortiste au retrimis-o în România din cauza originilor evreiești ale mamei sale.
La 6 martie 1945 s-a căsătorit cu Laszlo Roth, la Arad. În 1948 familia Roth împreună cu mama soțului ei s-au mutat la Cluj cu ocazia deschiderii Operei Maghiare, unde Laszlo Eva a fost acceptată ca solistă.
Eva Laszlo a devenit numele de artistă a Evei Roth, ea a fost sfătuită să își schimbe numele dintr-un nume evreiesc (soțul ei era evreu) în unul maghiar. Laszlo era de fapt prenumele soțului ei.

### Studii
A urmat Conservatorul de Muzica „Gheorghe Dima” din Cluj, promoția 1950 alături de Ludovic Spiess, David Ohanesian, Angela Moldovan.

### Familie
Laszlo Eva a avut un copil, George Roth. George Roth trăiește în California, este căsătorit cu Leslie Roth. Prima soție a lui George Roth a fost Rodica Roth, cu care are doi copii, Iulia Roth și Andrei Roth. Iulia Roth trăiește la Bruxelles este căsătorită și are o fetiță, Andrei Roth trăiește la Cluj, este căsătorit și are un băiat și o fetiță.
Laszlo Roth a murit la Cluj, în octombrie 2009.
Eva Laszlo a trăit la Cluj până la moarte, pe strada Horea la numărul 19.

### Activitatea profesională

#### În România
A început activitatea ca funcționară la Arad.
A venit la Cluj cu ocazia înființării Operei Populare Maghiare din Cluj în 1948. A interpretat un număr mare de roluri, printre care Carmen din Opera Carmen de Bizet, Eboli din Opera Don Carlo de Verdi, Judith din Castelul lui Barbă Albastră de Bela Bartok, Regina Gertrudis din Bank Ban de Erkel Ferencz, Orsze din Hary Janos de Kodaly, etc.
A activat ca solistă a Operei Maghiare din Cluj între 1949 și 1970 unde a interpretat 31 de roluri.

#### În străinătate
A cântat în multe turnee în perioada 1960-1975 în:
- URSS (Moscova, Riga, Vilnius, Tbilisi, Odesa, Kiev)
- RD Germania
- Bulgaria
- Polonia
- Egipt
- Italia

## Distincții
În anul 1964 a primit Ordinul Muncii clasa a III-a, RSR. În anul 1992 a fost numita membru etern al Operei Maghiare din Cluj.